# داني فاغنر
داني فاغنر (1 أغسطس 1922 في الولايات المتحدة - 27 ديسمبر 1997 في الولايات المتحدة) (بالإنجليزية: Danny Wagner)‏ هو لاعب كرة سلة أمريكي في مركز هجوم خلفي. لعب مع شيبويغن ريد سكينز.

## وصلات خارجية
- داني فاغنر على موقع إن بي أي (الإنجليزية)
- داني فاغنر على موقع سبورتس رفرنس (الإنجليزية)
- داني فاغنر على موقع ريلجم (الإنجليزية)
- داني فاغنر على موقع بروبوليرز (الإنجليزية)
- داني فاغنر على موقع سبورتس رفرنس (الإنجليزية)